# Mercedes-Benz C 30 CDI AMG
De Mercedes-Benz C 30 CDI AMG was de krachtigste dieselversie van de C-klasse van de Duitse automobielconstructeur Mercedes-Benz. De C 30 CDI AMG werd geïntroduceerd met de facelift van 2004 en deze AMG werd later opgevolgd door de C 55 AMG. Deze heeft echter een benzinemotor.
De C30 CDI AMG was verkrijgbaar in 3 carrosserievarianten: Sportcoupé, Limousine en T-Modell. De drie hadden gelijkaardige prestaties, alleen deed de T-Modell 0,2 seconden langer over de 0-100 km/h sprint en 0,5 seconden langer over de 1.000 meter. De Sportcoupé en Limousine deden hier 27,4 seconden over. De topsnelheid ligt op 250 km/h, bij de T-Modell is dit 245. Ook het verbruik ligt iets hoger met 7,9 liter/100 km, terwijl dit bij de Coupé en Limousine 7,6 liter/100 km is.
AMG maakte ook een snelle benzinevariant van de C-klasse, de Mercedes-Benz C 32 AMG.

## Motor
De motor is een 3.0 (2.950) vijfcilinderdiesel met een maximumvermogen van 231 pk bij 3.800 tpm en een maximumkoppel van 540 Nm van 2.000 - 2.500 tpm. De begrenzer grijpt in vanaf 4.600 tpm.